# Elm Point (Illinois)
Pour les articles homonymes, voir Elm Point.
Elm Point est un ancien village, devenu une ville fantôme, du comté de Bond en Illinois, aux États-Unis. Elle est située au sud de Donnellson, le long de la Route 127 (en), qui sépare les townships Lagrange à l'est et Shoal Creek à l'ouest. Elm Point apparaît sur une carte de 1876.

## Source de la traduction
- (en) Cet article est partiellement ou en totalité issu de l’article de Wikipédia en anglais intitulé « Elm Point, Illinois » (voir la liste des auteurs).